# Песен
Песента е относително кратка музикална композиция, написана за един или няколко гласа без съпровод или в съпровод на музикални инструменти. Най-често песента е предназначена за един вокален изпълнител, но може да бъде и за дует, трио или за повече гласове – вокален състав или хор. Думите в песента са типично поетически, текстът е римуван, макар че може да има текстове от свободна проза. Песните може да се класифицират по различни критерии, например на сакрална/светска; танцувална, баладическа; ренесансова/съвременна и т.н. Песните са образувани от строфи или куплети с еднакъв брой срички, за да се получи римуването и мелодията. Понякога песните имат рефрен (припев).

## Структура на песента
Днешните популярни песни почти винаги имат добре дефинирана и определена музикална структура. Песенната структура обикновено използва между три и пет отделни секции, които след това се използват заедно, за да оформят една завършена песен. Един примерен структурен анализ на една типична популярна песен може да има следния ред:
1. Музикално въведение/интродукция – най-напред се използва при въведение към оперно действие, малка опера или оперета и служи като свързващо звено. В популярната музика може да бъде инструментална или вокална прелюдия към главната строфа.
2. Строфа/Куплет – организирано съчетание на отделни стихове, закономерно повтарящи се в дадено стихотворение.
3. Припев/Рефрен – тема, определена от музикалния материал, нееднократно повтаряща се по време на изпълнение на песента, обикновено няколко стиха между строфите.
4. Строфа/Куплет
5. Припев/Рефрен
6. Музикален мост – разпространен най-вече в западната популярна музика, това е контрастираща част, която подготвя към завръщането на оригиналната секция.
7. Повторение на припева

Тази песенна структура, спомената по-горе, макар не единствена, е много често срещана форма на съвременната популярна песен. Това включва песни в стил поп музика, рок музика, хевиметъл и изобщо почти всички жанрове на популярната песен, а дори и класическата музика.
Тази проста структура може да бъде усложнена по много начини, примерно с два различни припева, вместо един, или вместо да завърши с повторение на припева, да се добави специфична част за финал. Понякога тази част се нарича кодова част. Възможно е да има припев, редуващ се с други стихове, които не се повтарят. Структурата обаче не трябва да бъде прекалено сложна, за да не унищожи баланса между повторенията и алтерациите на темата.

## Кратка история
Древните гърци създават няколко разновидности на песните – елегия, химн, култова песен, хвалебствена песен и любовна песен. С времето някои от тях стават отделни жанрове в музикалното изкуство или лириката.
Средновековната песен става много по-богата и разнообразна, появяват се канцона, канцоната, рондо, серенада, балада. Създатели на тези песни са труверите, трубадурите и минезингери. Това става през XII-XIII век. Полифоничните песни се появяват през XIII век. Малко по-късно най-предпочитаният жанр става мадригалът. В средновековната литература песните са наричани епични произведения за исторически или легендарни герои. По-късно операта и класическото пеене завладяват цяла Европа. През XX век настъпва истинска революция в песента с изключителното разнообразие на жанрове, стилове и изпълнители, а също така и звукозаписна техника, която позволява музиката да бъде възпроизведена и слушана многократно.

## Песенни форми
1. Хорал – хорал е музикален вид, възникнал на базата на древната западна църковна традиция. Хоралът е предназначен за общо хорово изпълнение по време на литургия. По-късно така са назовавани общите песнопения по време на богослужението. Хоралът не е строго определена музикална форма. Общата идея на хорала е възвишен текст със съответна мелодична музика.
2. Ария – съставна част от музикално произведение (опера, оратория, кантата), предназначена за солово пеене. Тя е основна оперна форма и се изпълнява от солист със съпровод на оркестър. Ариите пресъздават чувствата на героите и се отличават с красиви и изразителни мелодии. Ариите изобилстват с виртуозно пеене, което дава възможност на изпълнителите да покажат певческото си майсторство.
3. Балада – тип песен, най-често в рок музиката, която е бавна, мелодична лирическа композиция. Често баладата е съпроводена с акустична китара и пиано, понякога електрическа китара. Ударните инструменти обикновено отсъстват.
4. Кантата – кантата е музикална вокална композиция с инструментален съпровод. тя е написана за един или няколко гласа, в някои случаи с участието на хор. По-малка е от операта и ораторията. Кантатата съществува главно в две разновидности – камерна (светска) и църковна. Терминът кантата след XVIII век се използва за различни по структура вокално-инструментални произведения, предназначени за изпълнение от оркестър, хор и в отделни случаи солисти.
5. Канцонета – в европейската музика на XVI-XVII векове е вокална пиеса за 3 до 6 гласа (най-често 4) с лирико-танцувален характера и рядко с елементи на имитационна полифония. В XVIII век канцонета наричат лирическа солова песен. През следващите столетия с този термин понякога се обозначават инструментални творби с напевен, лиричен характер.
6. Коледна песен – коледните песни се изпълняват по Коледните празници
7. Шансон – шансон е музикален жанр, който се използва предимно за вид френска и руска песен, или песен на френски език от времето на Средновековието или вид естрадна песен в стил близък до този на кабарето.
8. Народна песен – по-специално българските народни песни са умотворения в стихотворна форма, при които текст и мелодия са свързани. Българското народно поетическо творчество води началото си от древни времена. Първите сведения за народни песни и певци са от около X век. Песните възникват като вътрешна потребност на създателите като техните творци са хора с поетически и музикален талант – певци, гуслари, гайдари, кавалджии.
9. Химн – песен с религиозно или тържествено съдържание. В частност може да е хвалебствена песен в чест на богове и герои в Древна Гърция, църковна песен или национална песен на една държава, наричан национален химн, който се изпълнява при тържествени чествания.
10. Елегия – песен, написана по повод на скръбно събитие или носталгия и спомени
11. Любовна песен – подобна на романса

1. Приспивна песен – един от най-древните жанрове на фолклора, това е приятна мелодия или песен, чиято цел е да успокои или приспи някого, най-често дете. По тази причина най-често се пее от майка на син или дъщеря. Въпреки това може да се пее и между влюбени, на болен и в други случаи. За нея не е необходим никакъв музикален съпровод.
2. Литургия – християнско богослужение, заимствано от ритуалите в еврейската религия, възпроизвежда моменти от живота и жертвата на Исус Христос. Литургията в православното християнство е различна както от тази в католическата литургия, така и от протестантската.
3. Ода – песен на възхвала на героични събития и подвизи на велики личности, обикновено изпълнявана от хор
4. Оратория – голяма музикална композиция за оркестър, вокални солисти и хор, която няма сценарий, разликата е, че хорът в ораторията изпъква повече, отколкото в операта. Повечето от ораториите са на библейска тематика или сюжети от гръцката и римската митология.
5. Политическа песен – политическите (или революционни песни) служат на пропагандата и агитацията. Много песни на протеста влизат в същата категория. Тяхната основна цел е да възхваляват революции, бунтове и други действия на неподчинение. През 1970-те и 1980-те в България, в Благоевград, се провежда ежегоден фестивал на политическата песен „Ален мак“.
6. Романс – вокално съчинение, написано на базата на стихотворение с лирическо съдържание, най-често любовно, вид камерно произведение за глас с инструментален съпровод, възникнало през Средновековието в Испания.
7. Спиричуъл – негърско религиозно пеене, създадено от робите африканци в САЩ. Възниква в края на XIX и началото на XX век, въз основа на европейски протестантски химни и вследствие покръстването на цветнокожите. Текстовете са върху библейски легенди, преплетени с техния фолклор.
8. Стари градски песни
9. Шлагер – песен от популярната музика, леко сладникава или сантиментална, характерна с проста, лесно запомняща се мелодия.
10. Детска песен – песен, предназначена специално за възприемане, или изпълнение от деца.

Предимно в стила на електронната музика, вместо „песен“ се използва „трак“.